# Duckeella alticola
Duckeella alticola är en orkidéart som beskrevs av Charles Schweinfurth. Duckeella alticola ingår i släktet Duckeella och familjen orkidéer. Inga underarter finns listade i Catalogue of Life.